# Silvio de Abreu
Silvio de Abreu   (São Paulo, 20 de desembre de 1942) és un actor, director, guionista i autor de telenovel·les, sèries i minisèries brasiler. En les seves obres, es va fer famós per l'adaptació d'estil policial ambientats en São Paulo, ciutat on resideix. Entre les seves telenovel·les més famoses són Guerra dos Sexos, A próxima víctima, Belíssima, Passione.
Actualment és el nou cap del Fòrum Dramatúrgico de l'emissora Rede Globo. La seva missió és estudiar cada sinopsi abans de sortir a l'aire i restablir l'audiència del gènere.

## Biografia
Llicenciat en escenografia per l'Escola d'Art Dramàtic de la Universitat de São Paulo (EAD-USP). La carrera va començar quan treballava com un actor poc conegut en el teatre (Tchin Tchin, al costat de Cleyde Yáconis i Stênio Garcia), la telenovel·la (A Muralha, Os Estranhos i A Próxima Atração) i el cinema (A Super Fêmea, amb Vera Fischer i John Herbert). Després d'aquest període, es va convertir en director de molt identificat amb les pel·lícules anomenades pornochanchada, aquest gènere molt en evidència al cinema brasiler dels anys 70 com A Árvore dos Sexos (1977) i Mulher Objeto (1980)
El seu debut com a autor de telenovel·les es va dur a terme el 1977 per a adaptar en col·laboració amb el crític de cinema Rubens Ewald Filho la novel·la clàssica Éramos Seis de Maria José Dupré, la tercera versió a la televisió, que va aconseguir un gran èxit. Es va traslladar a la Globo després amb Pecado Rasgado (1978). La novel·la no va ser un èxit, degut en part a la inexperiència de Silvio en el mitjà i els desacords amb el director de la trama, Régis Cardoso, que va acabar provocant un allunyament del mitjà televisiu.
Va substituir al consagrat Cassiano Gabus Mendes, a qui veu com una gran influència en la redacció del text de Plumas e Paetês (1980). Continua amb la novel·la Jogo da Vida (1981), i després Guerra dos Sexos (1983) que el va fer famós a nivell nacional, Cambalacho (1986) i Sassaricando (1987). Durant la dècada dels 1990 va continuar els èxits amb Rainha da Sucata (1990), Deus Nos Acuda (1992) i A Próxima Víctima (1995), que va mostrar temes controvertits com la prostitució per vocació, l'homosexualitat masculina i l'adulteri. El 1998 va dirigir Torre de Babel, que va rebre crítiques negatives a causa de l'excés d'escenes violentes com el lesbianisme, l'ús de drogues, la violència domèstica i l'assassinat a sang freda. També va escriure la minisèrie Boca do lixo (1990), que va consagrar a l'actriu Sylvia Pfeifer, aleshores principiant. El 2001 va escriure As Filhas da Mãe, un fracàs d'audiència i que als dos mesos fou retirada.
Posteriorment va produir noves telenovel·les com Belíssima(2005) i Passione (2010), per les quals fou condecorat amb l' Ordem do Ipiranga per l'Estat de São Paulo. El 2012 va estrenar un remake de Guerra dos Sexos, però no va assolir l'èxit de la versió del 1983.
En 2014, supervisa Alto Astral, novela de Daniel Ortiz, basada en la sinopsi entregada per André Maltarolli abans de la seva mort. El 2014 va assumir la direcció del Foro Novela de Rede Globo, a més de ser considerat com a responsable del Departament de Drama a l'estació.

## Treballs a televisió
| Any       | Treball            | Escala                                      | Emissora   | Repartiment                                        |
| --------- | ------------------ | ------------------------------------------- | ---------- | -------------------------------------------------- |
| 2019      | Éramos Seis        | Autor de text original Supervisor de remake |            | Ângela Chaves                                      |
| 2018      | Deus Salve o Rei   | supervisor de text                          | Rede Globo | Daniel Adjafre Ricardo Linhares                    |
| 2016 2017 | Sol Nascente       | supervisor de text                          | Rede Globo | Walther Negrão Suzana Pires Júlio Fischer          |
| 2016 2017 | A Lei do Amor      | va escriure alguns capítols                 | Rede Globo | Maria Adelaide Amaral Vincent Villari              |
| 2015      | Babilônia          | va escriure alguns capítols                 | Rede Globo | Gilberto Braga Ricardo Linhares João Ximenes Braga |
| 2014 2015 | Alto Astral        | supervisor de text                          | Rede Globo | Daniel Ortiz                                       |
| 2012 2013 | Guerra dos Sexos   | autor principal remake                      | Rede Globo | Daniel Ortiz                                       |
| 2010 2011 | Passione           | autor principal                             | Rede Globo |                                                    |
| 2008      | Beleza Pura        | supervisor de text                          | Rede Globo | Andréa Maltarolli                                  |
| 2007 2008 | Sete Pecados       | supervisor de text                          | Rede Globo | Walcyr Carrasco                                    |
| 2007      | Eterna Magia       | supervisor de text                          | Rede Globo | Elizabeth Jhin                                     |
| 2005 2006 | Belíssima          | autor principal                             | Rede Globo |                                                    |
| 2004      | Da Cor do Pecado   | supervisor de text                          | Rede Globo | João Emanuel Carneiro                              |
| 2001 2002 | As Filhas da Mãe   | autor principal                             | Rede Globo | Alcides Nogueira Bosco Brasil                      |
| 1999      | Andando nas Nuvens | supervisor de text                          | Rede Globo | Euclydes Marinho                                   |
| 1998 1999 | Torre de Babel     | autor principal                             | Rede Globo | Alcides Nogueira Bosco Brasil                      |
| 1997 1998 | Anjo Mau           | supervisor de text                          | Rede Globo | Maria Adelaide Amaral                              |
| 1997      | O Amor está no Ar  | supervisor de text/productor                | Rede Globo | Alcides Nogueira                                   |
| 1995      | A Próxima Vítima   | autor principal                             | Rede Globo | Alcides Nogueira Maria Adelaide Amaral             |
| 1994      | Éramos Seis        | [autor principal (remake)                   | SBT        | Rubens Ewald Filho                                 |
| 1992 1993 | Deus Nos Acuda     | autor principal                             | Rede Globo | Alcides Nogueira Maria Adelaide Amaral             |
| 1991 1992 | O Dono do Mundo    | va escriure alguns capítols                 | Rede Globo | Gilberto Braga                                     |
| 1990      | Rainha da Sucata   | autor principal                             | Rede Globo |                                                    |
| 1987 1988 | Sassaricando       | autor principal                             | Rede Globo |                                                    |
| 1987 1988 | Bambolê            | supervisor de text                          | Rede Globo | Daniel Más                                         |
| 1986      | Cambalacho         | autor principal                             | Rede Globo |                                                    |
| 1984 1985 | Vereda Tropical    | supervisor de text                          | Rede Globo | Carlos Lombardi                                    |
| 1983 1984 | Guerra dos Sexos   | autor principal                             | Rede Globo | Carlos Lombardi                                    |
| 1982      | Sétimo Sentido     | col·laborador                               | Rede Globo | Janete Clair                                       |
| 1981 1982 | Jogo da Vida       | autor principal                             | Rede Globo | argument de Janete Clair                           |
| 1980 1981 | Plumas e Paetês    | autor principal substitut a la novel·la     | Rede Globo | Cassiano Gabus Mendes                              |
| 1978 1979 | Pecado Rasgado     | autor principal                             | Rede Globo |                                                    |
| 1977      | Éramos Seis        | autor principal                             | TV Tupi    | Rubens Ewald Filho                                 |

## Treballs a cinema

### Com a guionista
- 1981 - Mulher Objeto
- 1975 - Assim era a Atlântida
- 1974 - Gente que Transa

### Com a director
- 1981 - Mulher Objeto
- 1977 - Elas São do Baralho
- 1976 - A Árvore dos Sexos
- 1975 - Assim era a Atlântida
- 1974 - Gente Que Transa

### Com a actor
- 2008 - A Guerra dos Rocha - Pianista de la festa
- 2004 - Sexo, Amor e Traição
- 2002 - Helena
- 1984 - Memórias do Cárcere
- 1973 - A Superfêmea - contacte de l'agència
- 1972 - A Marcha
- 1968 - Panca de Valente

## Treballs en Teatre

### Com a autor
- 1995 - Caia na Raia
- 1994 - Capital Estrangeiro
- 1993 - Nas raias da loucura
- 1991 - Não Fuja da Raia

### Com a actor
- 1971 - Os Últimos
- 1967 - Marat/Sade
- 1966 - A Alma Boa de Set-Suan
- 1965 - Antígone
- 1965 - Tchin-tchin
- 1965 - O Anjo Peralta
- 1964 - A Ópera dos Três Vinténs
- 1964 - Círculo de Champagne
- 1964 - Vereda da Salvação

### Com a director
- 1972 - O Homem do Princípio ao Fim
- 1969 - Não se preocupe, Dóris, tudo vai acabar bem
- 1968 - As Criadas (assistent de direcció)
- 1966 - As Fúrias (assistent de direcció)